# Études européennes
 (avril 2018).
Si vous disposez d'ouvrages ou d'articles de référence ou si vous connaissez des sites web de qualité traitant du thème abordé ici, merci de compléter l'article en donnant les références utiles à sa vérifiabilité et en les liant à la section « Notes et références ».
Les études européennes (de l'anglais European Studies) sont le nom donné aux parcours de formation universitaire interdisciplinaire ayant pour objet l'étude de l'Union européenne et plus largement de l'Europe. Ces formations peuvent préparer leurs étudiants aux concours d'accès aux institutions de l'Union européenne. 

## Programme
Si chaque établissement est libre de proposer ses enseignements, un programme d'études européenne est généralement constituée de cours de relations internationales centré sur les relations entre pays européens, de politique et d'institutions européennes, de cours d'histoire de l'Europe, d'économie de l'Europe, et de droit européen.
Les cursus d'études européennes sont proposés à différents niveaux, qu'il s'agisse de la licence ou du master. Ces cursus sont majoritairement proposés en Europe, mais existent aussi aux États-Unis, au Canada et en Asie. 
Pour la plupart, les cours se donnent en langue anglaise, mais parfois partiellement en français ou dans la langue du pays. Normalement, la faculté est composée de professeurs provenant de divers pays, avec une vaste expérience internationale.

## Instituts qui proposent des cours en Études européennes
- Université d'Aix-Marseille
- Université de Bourgogne, Europa Master, Master trinational en études européennes, en collaboration avec l'Université de Mayence (Allemagne) et d'Opole (Pologne)
- Université de Lorraine - Master Études européennes
- Université du Maine en collaboration avec l'université de Paderborn et l'université franco-allemande (Sarrebruck), Licence/Bachelor études européennes, mention France-Allemagne/europäische Studien, Schwerpunkt Frankreich-Deutschland
- Sciences Po Lille - Master d'Affaires européennes
- Sciences Po Toulouse - Master Affaires européennes
- Sciences Po Paris - Master Affaires européennes
- Sciences Po Strasbourg - Master Politiques européennes et Master 1 Études européennes et Internationales
- Sciences Po Rennes - Master Europe et Affaires Mondiales (EAM)
- Global Studies Institute de l'Université de Genève, Suisse - Master en Études Européennes et Master "Russie-Europe médiane"
- Europainstitut de l'Université de Bâle, Suisse - MA (Master of Arts) en European Global Studies
- Université de Nantes  - Licences Parcours Europe (Droit Parcours Europe, Allemand Parcours Europe, Histoire Parcours Europe, Philosophie Parcours Europe)
- Université Paris 3 - Sorbonne Nouvelle : Licence et Master R/P en Études européennes
- Center for European Studies (CES) et Institute of European Studies (château de Przegorzała) - Université Jagellonne, Cracovie - Master in European Studies / Master in Central and Eastern European Studies
- CIFE - Centre international de formation européenne, Nice - Diplôme des Hautes Études Européennes et Internationales (3 filières itinérantes). Un Master in EU Studies en ligne (Berlin).
- Université LUISS Guido Carli à Rome, Italie - Master in European Studies
- ZEI (Centre pour la Recherche sur l'Intégration Européenne) à Bonn, Allemagne, Master in European Studies
- Université Européenne de Flensbourg, Master in European Studies
- Europa-Kolleg Hamburg, Université de Hambourg, Allemagne - Master in European and European Legal Studies
- Collège d'Europe Bruges/Natolin (Belgique/Pologne) European Interdisciplinary Studies
- Paris-Sorbonne, Paris IV : Master en Affaires européennes
- Institut d'Études Européennes de l'Université libre de Bruxelles (IEE-ULB), Belgique - Master en études européennes, Master de spécialisation en analyse interdisciplinaire de la construction européenne.
- UCLouvain, Belgique : Master en études européennes
- Collège Européen de Parme, Italie: Diplôme et Master en Hautes études européennes
- Faculté des études internationales, Campus de Phuket en Thaïlande de l'Université Prince de Songkla : Licence es lettres en études européennes : français-anglais
- University of Babeș-Bolyai, Cluj-Napoca, Roumanie - European Studies and International Relations
- Centre Européen Universitaire de l'Université de Lorraine, Nancy, France
- Centre de documentation et de recherche européenne de l'Université de Pau et des Pays de l'Adour, Bayonne, Master 2 Études européennes et internationales.
- European School of Political and Social Sciences (ESPOL), Université Catholique de Lille, France
- Université Aberta (Université Ouverte Portugaise) - Licence en Études Européenne
- Université Aberta (Université Ouverte Portugaise) - Master en Études sur l'Europe
- Maastricht University, European studies (Bachelor et Master)
- Universiteit van Amsterdam, European Studies (Bachelor et Master)
- Université de Szeged en Hongrie - Master Études européennes (dispensé uniquement en Français)
- Université de Paris 8, Institut d'Etudes Européennes
- Université Clermont Auvergne, Licence European Studies in English